# Victor Dourlen
Victor-Charles-Paul Dourlen (Dunkerque, 3 de novembre de 1780 - París, 8 de gener de 1864) fou un compositor francès.

## Biografia
Va entrar al Conservatori de París el 1799, a l'edat de 19 anys i va ser alumne de François-Joseph Gossec i de François Adrien Boieldieu. Al conservatori va ser professor de cant elemental el 1800. Presentat al Prix de Rome pels seus professors, el 1805, s'emporta el primer gran premi de Roma de composició musical amb la seva cantata Cupidon pleurant Psyché. És nomenat professor d'harmonia el 1812, càrrec que ocuparà fins al 1842. Dourlen va formar sobretot Émile Bienaimé, Ambroise Thomas, Boïeldieu fill, François Bazin, Henri Herz, Félix Le Couppey, Anton-François Marmontel, Théodore Labarre, Henri Hippolyte Potier o Besozzi i Alexandre Goria.
Dourlen és sobretot conegut com a teòric i els seus tractats d'harmonia basats en els mètodes de Catel han servit molt de temps de referència, sobretot el seu Tractat d'harmonia (1838), el seu Tractat d'acompanyament pràctic (1834) així com el seu Mètode elemental per al piano-forte.

## Composicions
Com a compositor, se li deuen diverses cantates entre les quals Alcyone (1804) i nou òperes, de les quals vuit han estat estrenades al Teatre Feydeau: 
- Philoclès (1806)
- Linée ou la Mine de Suède (1808)
- La Dupe de son art (1809)
- Cagliostro ou les Illuminés (1810)
- Plus heureux que sage (1816)
- Le Frère Philippe (1818)
- Marini ou le Muet de Venise (1819)
- La Vente après décès (1821)
- Le Petit Souper (1822)

Va compondre igualment un Primer Concert, un Trio per a piano, violí i baix, un conjunt de sonates fàcils, un Pupurri sobre els aires de Jean de Paris, de les cançons i de les romances així com de les fantasies.

## Anècdota
En el moment del seu sojorn a la Vil·la Médici, efectuat entre juliol 1805 i juliol 1810, Victor Dourlen va trobar entre els altres pensionats el pintor Dominique Ingres. Aquest pintà el 1808 Oedipe explique l'énigme du Sphinx i el mateix any va realitzar un retrat de Dourlen.